# اس‌ام اوسی-۲۹
اس‌ام یوسی-۲۹ (به انگلیسی: SM UC-29) یک زیردریایی بود که طول آن ۱۶۲ فوت ۳ اینچ (۴۹٫۴۵ متر) بود. این زیردریایی در سال ۱۹۱۶ ساخته شد.